# Phymatoceros phymatodes
Phymatoceros phymatodes är en bladmossart som först beskrevs av M.Howe, och fick sitt nu gällande namn av R.J.Duff, J.C.Villarreal, Cargill et Renzaglia. Phymatoceros phymatodes ingår i släktet Phymatoceros och familjen Phymatocerotaceae. Inga underarter finns listade i Catalogue of Life.